# Sistema de producció (informàtica)
Un "sistema de producció" (o "sistema de regles de producció") és un programa informàtic que s'utilitza normalment per proporcionar algun tipus d'intel·ligència artificial, que consisteix principalment en un conjunt de regles sobre el comportament, però també inclou el mecanisme necessari per seguir aquestes regles com el sistema respon als estats del món. Aquestes regles, anomenades produccions, són una representació bàsica que es troba útil en la planificació automatitzada, els sistemes experts i la selecció d'accions.
Les produccions consten de dues parts: una precondició sensorial (o declaració "SI") i una acció (o "LLAVORS"). Si la condició prèvia d'una producció coincideix amb l'estat actual del món, es diu que la producció està activada. Si s'executa l'acció d'una producció, es diu que s'ha disparat. Un sistema de producció també conté una base de dades, de vegades anomenada memòria de treball, que manté dades sobre l'estat o coneixement actuals, i un intèrpret de regles. L'intèrpret de regles ha de proporcionar un mecanisme per prioritzar les produccions quan se'n desencadena més d'una.

## Funcionament bàsic
Els intèrprets de regles generalment executen un algorisme d'encadenament cap endavant per seleccionar les produccions a executar per assolir els objectius actuals, que poden incloure l'actualització de les dades o les creences del sistema. La part de condició de cada regla (costat esquerre o LHS) es prova amb l'estat actual de la memòria de treball.
En els sistemes de producció idealitzats o orientats a dades, es suposa que s'hauria d'executar qualsevol condició activada: les accions consegüents (a la dreta o RHS) actualitzaran el coneixement de l'agent, eliminant o afegint dades a la memòria de treball. El sistema deixa de processar quan l'usuari interromp el bucle d'encadenament cap endavant; quan s'ha realitzat un nombre determinat de cicles; quan s'executa una RHS "aturada", o quan cap regla té LHS que siguin certes.
Els sistemes en temps real i experts, en canvi, sovint han d'escollir entre produccions mútuament exclusives; ja que les accions prenen temps, només es pot fer una acció o (en el cas d'un sistema expert) recomanar-se. En aquests sistemes, l'intèrpret de regles, o motor d'inferència, passa per dos passos: comparar les regles de producció amb la base de dades, seguit de seleccionar quina de les regles coincidents s'ha d'aplicar i executar les accions seleccionades.

## Relacionar les regles de producció amb la memòria de treball
Els sistemes de producció poden variar segons el poder expressiu de les condicions en les regles de producció. En conseqüència, l'algoritme de concordança de patrons que recull regles de producció amb condicions coincidents pot anar des de l'ingenu (provar totes les regles en seqüència, aturant-se a la primera coincidència) fins a l'optimitzat, en què les regles es "compilen" en una xarxa de condicions interrelacionades.

## Triar quines normes avaluar
Els sistemes de producció també poden diferir en la selecció final de les regles de producció a executar, o disparar. La col·lecció de regles resultant de l'algorisme de concordança anterior s'anomena conjunt de conflictes, i el procés de selecció també s'anomena estratègia de resolució de conflictes.

## Ús de sistemes de producció
L'ús de sistemes de producció varia des de simples regles de reescriptura de cadenes fins a la modelització de processos cognitius humans, des de sistemes de reescriptura i reducció de termes fins a sistemes experts.